# Tsitsi Dangarembga
Tsitsi Dangarembga, född 4 februari 1959 i Mutoko i dåvarande Rhodesia, är en zimbabwisk författare och filmskapare. Hon bor numera i huvudstaden Harare. 

## Biografi
Tsitsi Dangarembgas föräldrar studerade i England och Dangarembga tillbringade sina barndomsår där. I Zimbabwe gick hon först i en missionsskola i Mutare. Hon har läst medicin vid universitet i Cambridge, men avbröt studierna och återvände till Zimbabwe strax före självständigheten 1980. När hon studerade psykologi vid universitetet i Harare deltog hon i en dramagrupp. Hon tyckte dock att det inte fanns några pjäser med roller för svarta och skrev därför raskt tre pjäser själv.
Tsitsi Dangarembga sände in sin novell The Letter till en skrivtävling organiserad av SIDA. Bidraget vann och ingick i den av SIDA utgivna antologin Whispering land: an anthology of stories by African women (1985).
Debutromanen Rotlös (1988) fick sin originaltitel Nervous Conditions efter ett citat av Jean-Paul Sartre i förordet till Frantz Fanons bok Jordens fördömda: "The status of the 'native' is a nervous condition". Dangarembga erbjöd boken till ett förlag i Zimbabwe men refuserades och romanen utkom först i London. Ett centralt tema i romanen är hur en kvinna ska uppnå frihet utan att svika sitt ursprung och förlora sina rötter.
Dangarembga studerade därefter filmregi i Tyskland, och skapade filmen Everyone's Child (1996), som berör ansvaret för de barn som blivit föräldralösa på grund av AIDS. 
I oktober 2021 mottog Tsitsi Dangarembga det prestigefulla internationella priset Tyska bokhandelns fredspris, som delas ut årligen i samband med bokmässan i Frankfurt. Prissumman är på motsvarande omkring 250 000 kronor.